# Оружништво (НДХ)
Оружништво је било службени орган реда у Независној Држави Хрватској. Дефинисано је законом од 21. августа 1941. као „војнички устројена стража која је дио оружане силе”. Дужност оружништва била је брига о одржавању јавног реда и мира, као и личну и имовинску сигурност грађана, за шта је одговарало политичко-управним областима у којима је дјеловало. Настало је од јединица Жандармерије Краљевине Југославије, а крајем 1941. имало је око 3,5 хиљаде припадника, да би на крају достигло 18 хиљада припадника.
Значај Оружништва опада од 1943. због оснивања Њемачко-хрватске полиције — као дијела њемачке жандармерије (у њемачким униформама, с њемачким заповједницима, с особљем које је у знатном дијелу био састављен од фолксдојчера и Нијемаца из Њемачке) који је дјеловао на подручју НДХ, а крајем 1944. достигао је 32 хиљаде припадника.